# فرودگاه شهری گرسن
فرودگاه شهری گرسن (به انگلیسی: Garrison Municipal Airport) یک فرودگاه همگانی بهره‌برداری هوایی است که یک باند فرود آسفالت دارد و طول باند آن ۱۱۲۸ متر است. این فرودگاه در کشور ایالات متحده آمریکا قرار دارد و در ارتفاع ۵۹۰ متری از سطح دریا واقع شده‌است.